# Nause
Nause är en svensk DJ-, electro- och houseakt bildad 2008 i Stockholm och består av Jacob Criborn (född 10 juli 1990). Gruppen har tidigare haft två till medlemmar, Leonard Scheja (född 29 augusti 1990) och Kami Montgarde (född 12 februari 1989).
Leonard Scheja är yngre bror till Rebecca & Fiona-medlemmen Rebecca Scheja. 
Nause slog igenom med sin debutsingel "Made of", vilken blev en stor framgång på klubbarna. Utgåvan som släpptes 2011 innehöll en Radio Edit, Original Mix, John Dahlbäck Remix och Chuckie Remix. I oktober 2011 gjorde Nause entré på den svenska singellistan på plats 26 och klättrade sedan till plats 15. Den 4 oktober 2011 hade Made of sålt guld, 3 november platina och 31 januari 2012 dubbel platina. År 2012 kom den stora singeln Hungry Hearts, vilken klättrade högst upp på Spotifys topplista. Nause har nominerats till både Grammis och P3 Guld. 
Sedan start har Nause turnerat jorden runt och spelat på världens mest erkända klubbar, samtidigt som han har producerat singlar och remixer med stora framgångar.
2018 släppte Nause monsterhiten "Dynamite" som bokstavligen exploderade både i Sverige och Globalt. Låten cementerade sig på den svenska topplistan i veckor och låg topp 20 på amerikanska Billboard Dance Chart, Amerikansk Dance Radio och Club Chart UK. Idag har den streamats över 125 miljoner gånger, bara på Spotify.
2019 släppte Nause singeln “Can’t Erase” med Rebecca and Fiona. Låten hamnade direkt på topp 200 i Sverige. 2020 släpptes låten “From Now” was released, i samarbete med världens största spelnätverk  ESL.
2021 Släpptes den svängiga låten “Crystal Vision (feat. Middle Milk)”, tillsammans med Pretty Sisters.

## Diskografi
| År   | Låt                                 | Topplacering |  | Certifikat |
| År   | Låt                                 | SWE          |  | Certifikat |
| ---- | ----------------------------------- | ------------ |  | ---------- |
| 2011 | "Made of"                           | 15           |  | 2x Platina |
| 2012 | "Mellow"                            | 3            |  | 1x Guld    |
| 2012 | "Hungry Hearts"                     | 1            |  | –          |
| 2012 | "This Is The Song"                  | 12           |  | –          |
| 2013 | "Move"                              | –            |  | –          |
| 2013 | "Tomorrow's Just Begun"             | –            |  | –          |
| 2014 | "Head Over Heels"                   | –            |  | –          |
| 2014 | "Another You"                       | –            |  | –          |
| 2015 | "The World I Know"                  | 69           |  | –          |
| 2016 | "Dynamite" feat. Pretty Sister      | 13           |  | –          |
| 2017 | Summer Hangover                     |              |  |            |
| 2018 | Aqualung (feat. Miss Li.)           |              |  |            |
| 2018 | Breathe (feat. Molly Hammar)        |              |  |            |
| 2018 | I'm With You (feat. Lucas Nord)     |              |  |            |
| 2019 | Perfect Crime                       |              |  |            |
| 2019 | Play Nice                           |              |  |            |
| 2019 | Can't Erase (feat. Rebecca & Fiona) |              |  |            |
| 2020 | From Now (feat. Jaynie)             |              |  |            |
| 2020 | Be Right Back (feat. WILHELM)       |              |  |            |
| 2020 | Feel                                |              |  |            |
| 2021 | Crystal Vision (feat. Middle Milk)  |              |  |            |
| 2023 | Somebody (feat. Steerner)           |              |  |            |